# Giovanni da Udine
Giovanni Nani (Nanni), o Giovanni de' Ricamatori, meglio conosciuto come Giovanni da Udine (Udine, 27 ottobre 1487 – Roma, agosto 1561) è stato un pittore, decoratore e architetto italiano.
Importante protagonista della cultura figurativa a Roma all'inizio del XVI secolo.

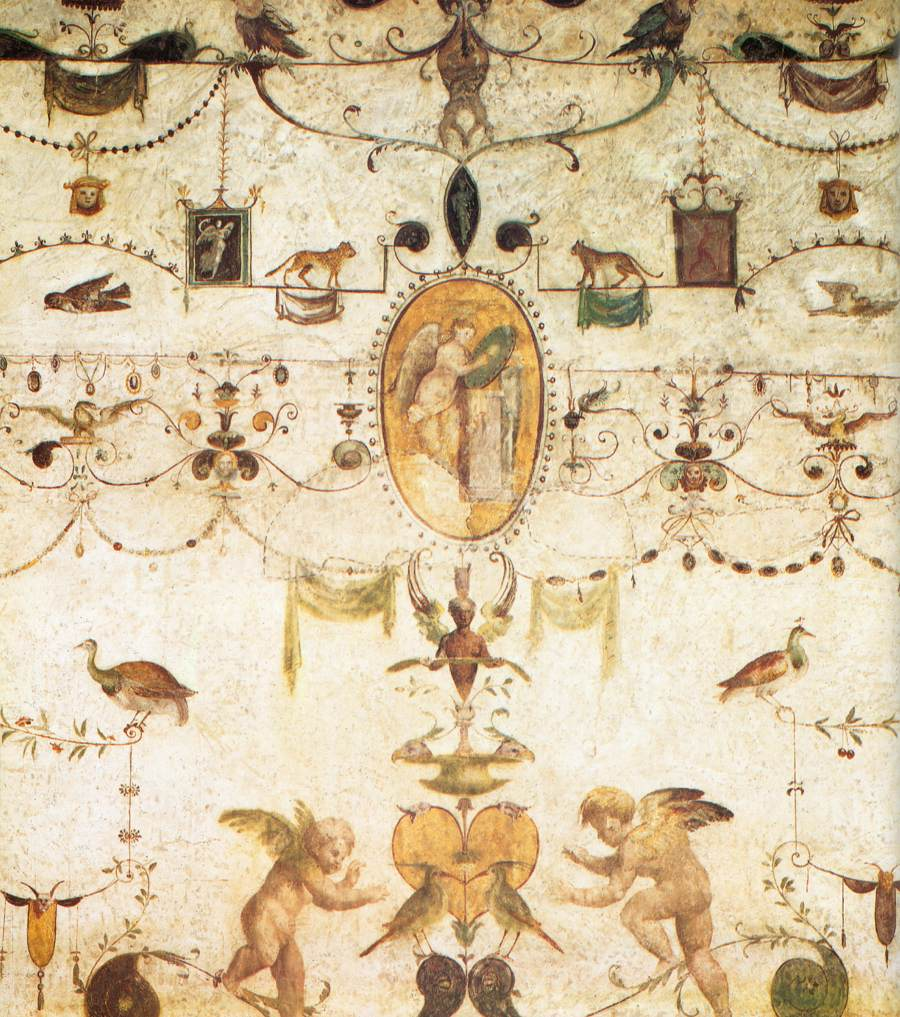
Grottesche di Giovanni da Udine in Vaticano.

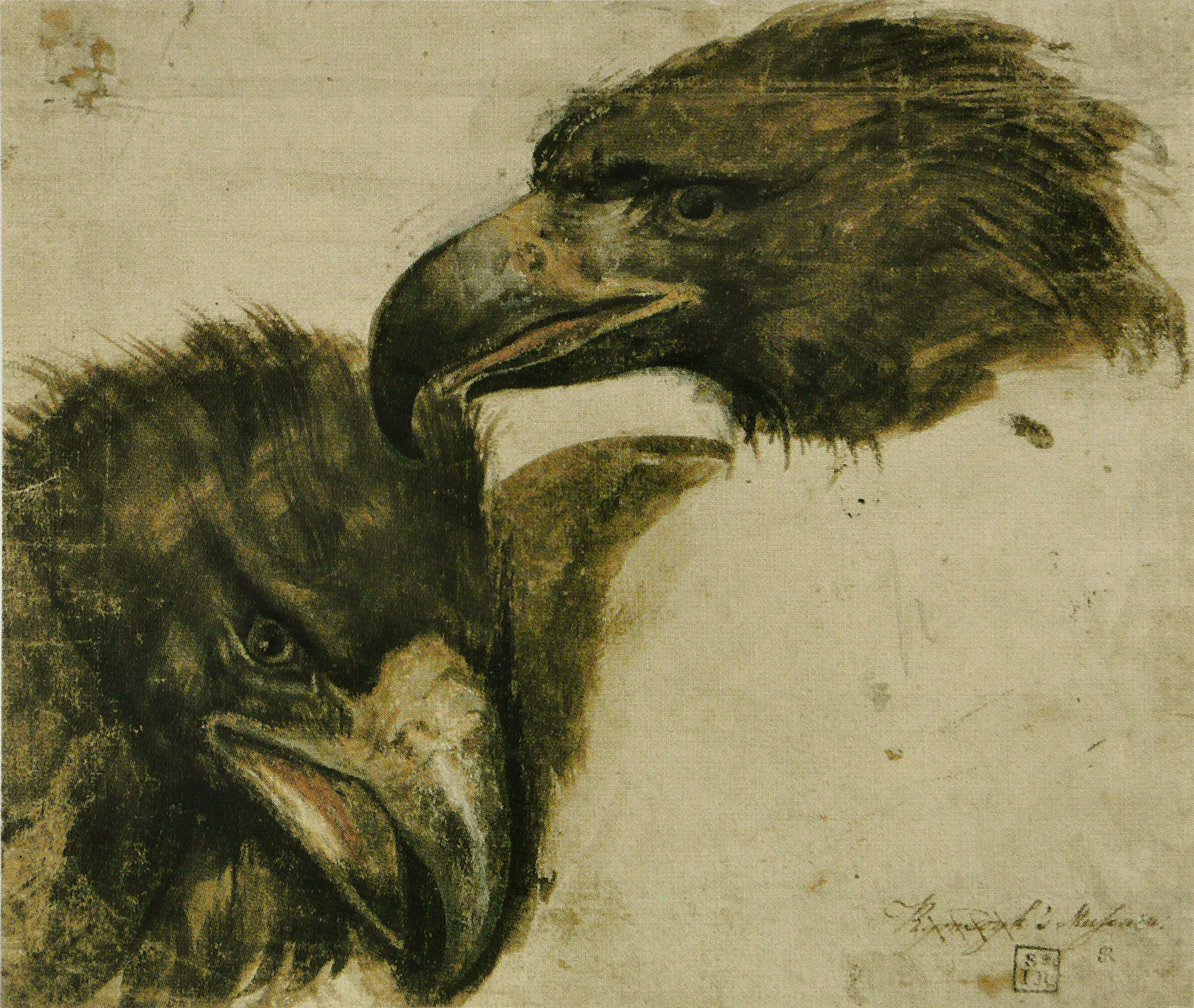
Disegno di aquile.

## Vita e opere
Nel 1502 iniziò la sua formazione presso Giovanni Martino da Udine, che secondo il contratto l'avrebbe tenuto a bottega per quattro anni e mezzo, poi si stabilì a Venezia presso Giorgione.

### Nella bottega di Raffaello
Nel 1514 entrò a Roma nella bottega di Raffaello di cui è considerato uno dei più brillanti allievi e collaboratori.
Di sua mano è, stando a Vasari, la splendida natura morta di strumenti musicali alla base del dipinto di Raffaello Estasi di Santa Cecilia.
Giovanni si specializzò in particolare nelle decorazioni a stucco ed in quelle "a grottesca", in voga nel primo Cinquecento. Si trattava di uno stile che riprendeva le antiche decorazioni romane, in particolare quelle che gli artisti rinascimentali potevano ammirare calandosi nelle stanze sotterranee della Domus Aurea (il termine "grottesca" deriva infatti da "grotta").
Sue creazioni sono le grottesche delle Logge vaticane e i rilievi della facciata dello scomparso palazzo Branconio dell'Aquila.

### L'interesse per la natura
Vasari, che lo conobbe personalmente, ormai anziano, gli riconosce una particolare maestria nella raffigurazione di elementi naturali, sia vegetali che animali, e di elementi inanimati come «… drappi, vasi, instrumenti, casamenti, paesi e verdure…».

In particolare ricorda il suo taccuino in cui raffigurava dal vero le varie specie di uccelli con un interesse naturalistico che precorre i tempi.
Il suo interesse per la raffigurazione dal vivo ne fanno un precursore del genere della "natura morta" per il suo atteggiamento analitico, acutamente descrittivo e quasi "scientifico".
Summa di tali interessi di Giovanni da Udine sono le decorazioni a festoni vegetali della loggia della villa Farnesina, in cui rappresentò con ricchezza di dettagli circa duecento specie botaniche, domestiche ed esotiche.
Dopo la morte di Raffaello lavorò per il cardinale Giulio de' Medici alla villa Madama (dove entrò in contrasto con Giulio Romano), terminando i lavori nel 1525; successivamente lavorò a palazzo Baldassini ed in altre importanti imprese decorative.
Tra il 1521 e il 1522, lavorò a Firenze per realizzare due soffitti di Palazzo Medici con stucchi dipinti e affreschi a monocromo andati perduti, ancora su commissione del cardinale Giulio de' Medici (poi papa Clemente VII), che lo aveva già apprezzato per le decorazioni di Palazzo Madama. A Firenze ritornerà brevemente nel 1532 per realizzare la volta a lacunari della Sagrestia Nuova in San Lorenzo.

### Ritorno a Udine

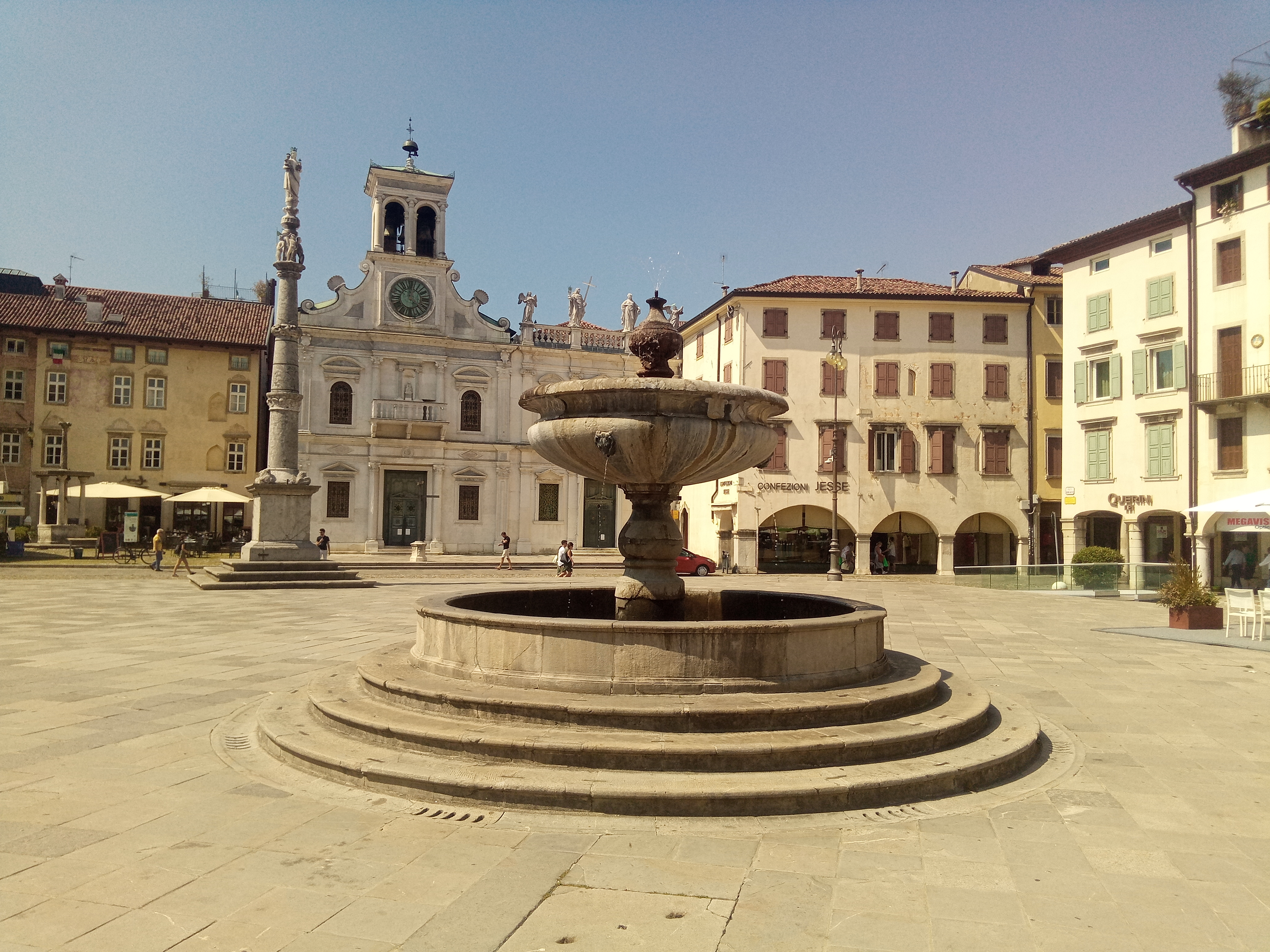
La fontana di piazza San Giacomo.

Dopo il Sacco di Roma del 1527, ritornò a Udine dove operò anche come architetto, disegnando la Torre dell'Orologio e lavorando ad alcune trasformazioni monumentali della città e del contado.
Portò nel Friuli le novità della cultura figurativa romana e introdusse in particolare il gusto delle decorazioni a stucco "alla romana" nel Friuli, e nel Veneto: realizzò infatti i bassorilievi a stucco nel Camerino di Callisto di Palazzo Grimani a Venezia (1537-39) e stucchi e grottesche del Camerino di Apollo (1539-40). Sua è la decorazione delle travi lignee a grottesche (attribuzione di Giuseppe Mazzotti) di casa Gabrieli a San Polo di Piave. Esse sono la trasposizione di motivi romani e rivelano sicurezza nel segno e leggiadria d'invenzione.
Durante il suo soggiorno in Udine gli fu conferita la direzione dei lavori di ricostruzione del castello di Udine, distrutto dal terribile terremoto del 1511. Nel 1547 egli progettò una scala esterna che dal cortile del lato nord permetteva l'accesso al salone centrale.
Progettò anche altri lavori: tra questi si ricordano la fontana davanti alla chiesa di San Giacomo, in piazza Matteotti a Udine e la Chiesa dei Battuti a Cividale.

### Ultimo periodo
Dopo la salita al soglio di Pio IV, nel 1560 tornò a Roma dove venne coinvolto ancora nella decorazione dei Palazzi Vaticani, ma dopo qualche mese di lavoro morì.
Secondo il Vasari fu sepolto a Roma nel Pantheon, vicino al suo maestro Raffaello.